# کوردین مورل
کوردین مورل (انگلیسی: Curdin Morell؛ زادهٔ ۹ ژوئیهٔ ۱۹۶۳) از ورزشکاران و مدال‌آوران در بازی‌های المپیک زمستانی اهل سوئیس است.